# Poczernino
Poczernino (kašubsky Pòczerznino, německy Hohensee) je polské sídlo ležící na pobřeží Baltského moře. Jedná se o starou kašubskou rybářskou vesnici, dnes součást města Władysławowa. 
Do roku 1873 neslo místo německý název Podczarnin. Poté bylo v rámci germanizace Pruského království přejmenováno, protože dosavadní název zněl příliš slovansky.
Existuje více variant názvu sídla:
- kašubsky: Pòczerzwino, Pòczerwino, Pòczërzwino
- německy: Putscharnin, Poscharnin, Pocziernino, Pozersino

Částí Władysławowa se Poczernino stalo již v roce 1952, kdy vznikla gmina Władysławowo. V současnosti je hlavně sezónním turistickým centrem.